# Le Dernier Étage du monde
 (juillet 2025).
L'article doit être relu — et modifié si nécessaire — par des contributeurs indépendants pour apporter un regard critique aux contributions effectuées en violation des conditions d'utilisation de Wikipédia, tant sur la forme (notamment concernant le style encyclopédique, la proportionnalité) que sur le fond (la neutralité de point de vue, la qualité et l'indépendance des sources).

Le Dernier Étage du monde est un roman français écrit par Bruno Markov publié le 25 août 2023 aux éditions Anne Carrière.

## Résumé
Victor Laplace, jeune surdoué des algorithmes, intègre un prestigieux cabinet de conseil à Paris pour se rapprocher de Stanislas Dorsay, dit Stan, responsable six ans plus tôt du suicide de son père. Mais un fossé le sépare encore de ce directeur admiré de tous, au sommet de la réussite.
Avant de pouvoir venger son père, Victor doit apprendre les règles du jeu. Devenir l’un des leurs, voire le plus brillant d’entre eux. Telle une intelligence artificielle, il décrypte les codes de cette fabrique des élites, pour mieux les reproduire.
Lors d’une fête, Victor rencontre Constance, consultante timide et romantique dont la présence réveille en lui des sentiments que le deuil avait éteints. Mais pour briller dans le regard des autres et celui de l’ennemi, Victor sait que la conquête amoureuse revêt un enjeu primordial. Il continue de s’exercer à la séduction.
Victor parvient à susciter l’intérêt de Stan avec une idée d’algorithme particulièrement lucrative. Pris au jeu, il se crée un double personnage. D’une part Victor Laplace, le jeune homme sensible et sincère dont Constance est amoureuse. D’autre part Victor Newman, le charismatique haut potentiel qui couche avec des mannequins, accède à des cercles fermés et gagne l’estime de son ennemi.
Peu à peu, Newman prend l’ascendant. Manipulant l’opinion par ses algorithmes et Constance par la séduction, Victor déclenche un scandale qui le conduira, avec son ennemi, dans la Silicon Valley. Là-bas, son accès aux données personnelles de milliards d'individus, et sa rencontre avec l'illustre milliardaire Peter Cooks, l'amènent à concevoir un plan implacable. À moins que Victor ne se soit trompé d'ennemi.

## L'auteur: Bruno Markov
Après des études d'ingénieur, il travaille plus de 12 ans dans le milieu du conseil en stratégie et innovation pour des entreprises du CAC 40, avant de se consacrer à l'écriture de son premier roman. En parallèle de son activité d'écrivain, Bruno Markov continue d'exercer en tant que consultant en prospective et stratégie d'innovation, œuvrant selon ses termes à « réorienter le business model des entreprises à l’aune des limites planétaires ». Bruno Markov écrit sous pseudonyme, un choix qu'il justifie par le propos même de son ouvrage : « je parle beaucoup des algorithmes et la façon dont on se renferme sur une image, et je veux choisir moi-même si j’ai envie que l’on fasse le lien entre qui je suis réellement et mon pseudo ».

## Réception critique
Ce premier roman, repéré sur la plateforme Edith&Nous, reçut à sa parution une presse élogieuse. À titre d'exemple :
- Livres Hebdo parle d'un « premier roman irrésistible » et d'un page-turner sur l'IA, doublé d'une anatomie du travail à l'âge du capitalisme de surveillance et du marché de l'attention »[2],
- Le Figaro évoque « un souffle romanesque et un talent rares », sur « près de 500 pages captivantes, riches de personnages complexes et de dialogues mordants »[3],
- Pour Le Canard enchaîné il s'agit d'un « Hamlet […] terriblement instructif et addictif »[4]
- Usbek & Rica le désigne « meilleur récit sur l'IA de la rentrée »[5],
- La Fringale culturelle parle d'un « roman d’une grande puissance narrative » [6].

Mais aussi Libération, La Vie, L'Opinion, RTBF... L'auteur est par ailleurs invité en septembre 2023 dans l'émission Le Meilleur des Mondes sur France Culture de François Saltiel, sur le thème du numérique comme source d'inspiration .

## Récompenses et distinctions
Le Dernier Étage du Monde a été récompensé et sélectionné par les jurys de plusieurs prix littéraires :
- Lauréat du Prix Edmée-de-La-Rochefoucauld 2024[13]
- Finaliste du prix François Sagan 2024[14]
- Sélectionné pour le prix Jean-Claude Brialy 2024[15]
- Finaliste du Prix du Roman d'Entreprise et du Travail 2024[16]
- Finaliste du prix Première RTBF[17]

## Éditions et traduction
Tirage : 7 000 exemplaires, éditions Anne Carrière